# Klášter (okres Plzeň-jih)
Klášter (německy Kloster) je obec nacházející se v okrese Plzeň-jih v Plzeňském kraji. Žije zde 231 obyvatel.

## Historie
Roku 1144 byl v nadmořské výšce 468 metrů pod Zelenou horou, na místě dnešní obce, založen cisterciácký klášter Nepomuk, který obývala komunita mnichů přišlých z Ebrachu. Budova konventu s rajským dvorem a trojlodním kostelem byla dobudována ve stylu rané cisterciácké gotiky do 2. čtvrtiny 13. století. Klášter prosperoval až do počátku 15. století. V dubnu 1420 během husitské revoluce byl dobyt a vypálen vojskem Jana Žižky. Téhož roku jej obsadila posádka císaře Zikmunda Lucemburského. Mniši se do kláštera po roce 1434 sice vrátili a několik desítek let živořili. V roce 1464 panství získali Šternberkové a v 16. století konventní budova zanikla. V troskách hospodářských budov vznikla vesnice, jejíž domy byly postaveny ze zdiva rozpadajícího se kláštera. Relikty staveb cisterciáckého opatství dotvářejí dodnes vzhled obce.

## Pamětihodnosti
- Zámek Zelená Hora
- Sousoší Piety pod zámkem
- Socha svatého Jana Nepomuckého
- Červený most
- Vodní mlýn
- Boží muka
- Hospoda

## Galerie

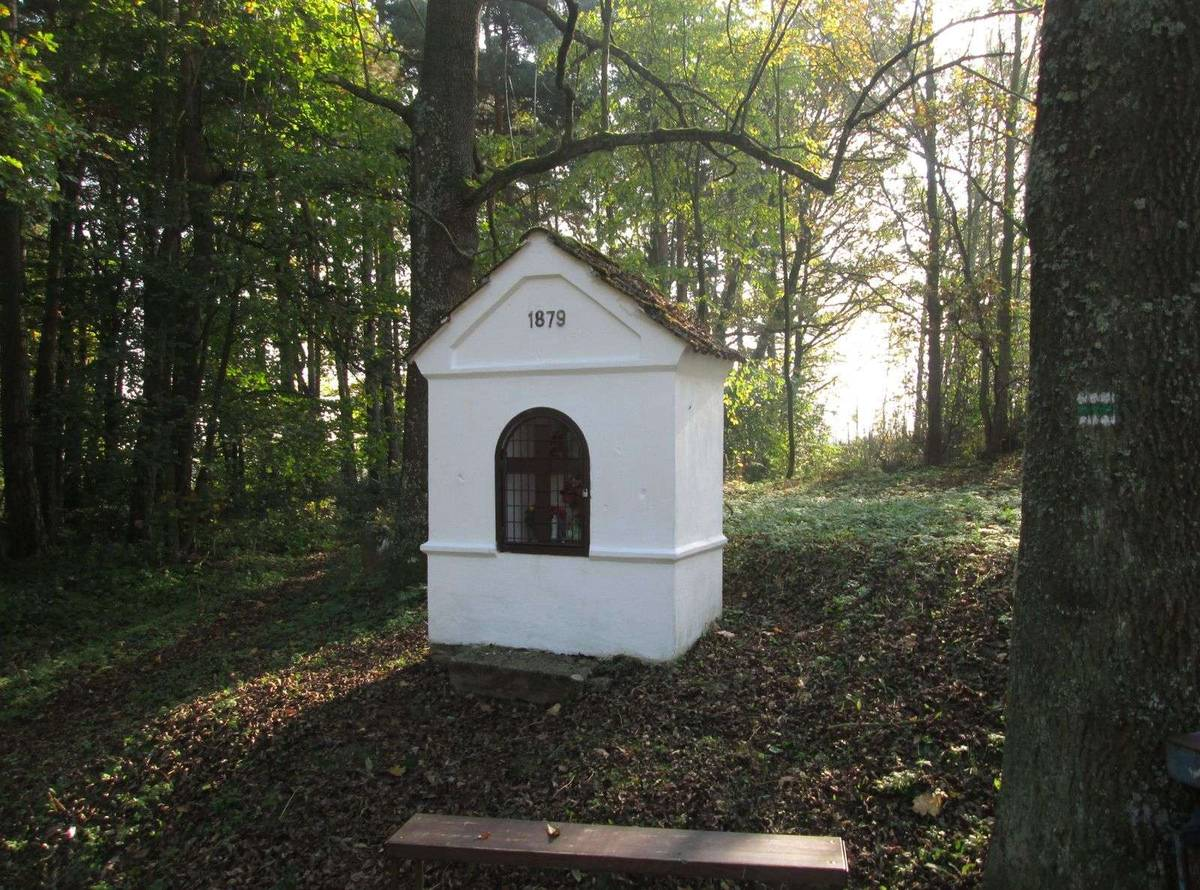
Kaplička v lese
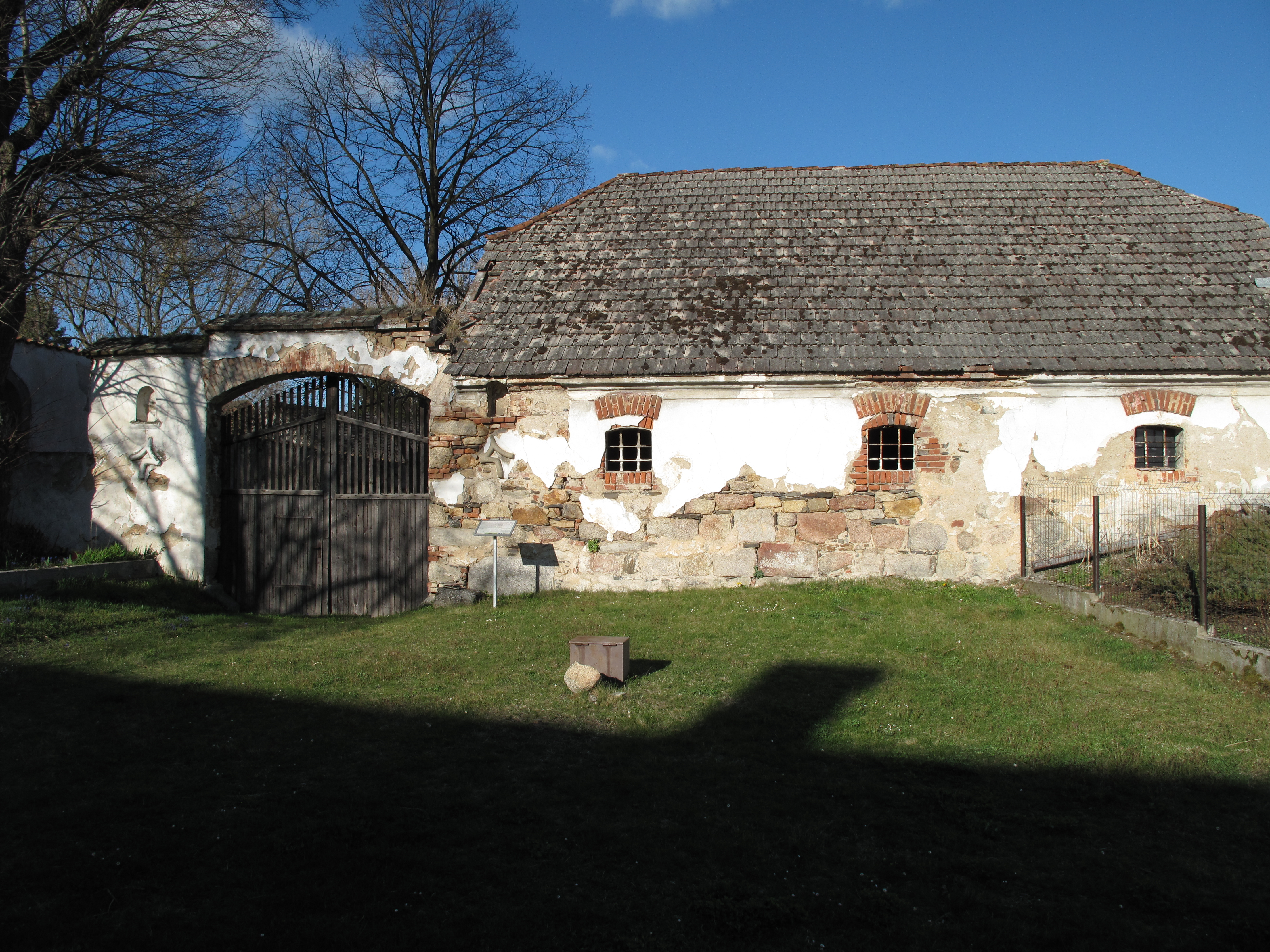
Budova
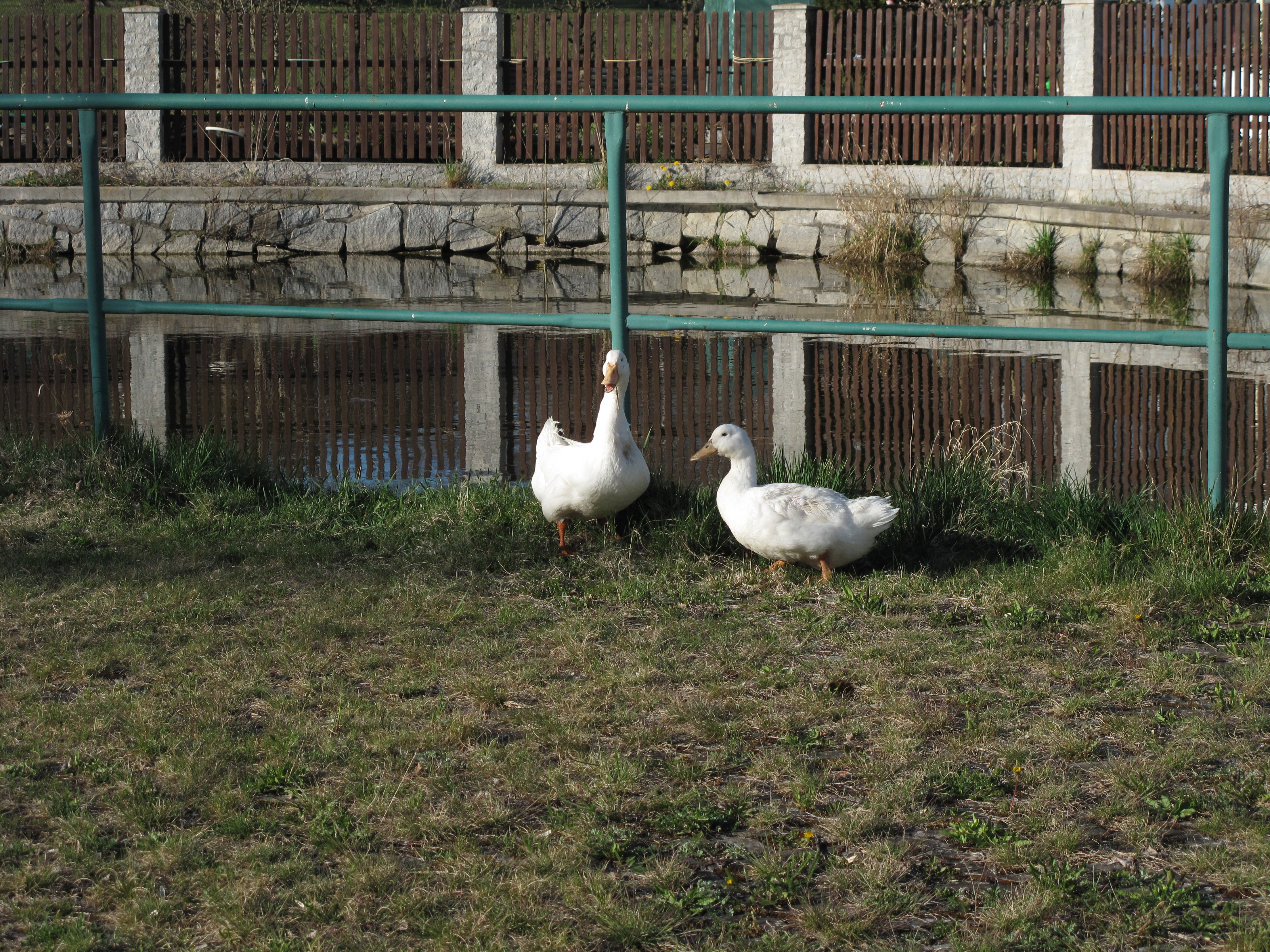
Husy